# Bonny Doon
Bonny Doon es un lugar designado por el censo ubicado en el condado de Santa Cruz en el estado estadounidense de California. En el año 2010 tenía una población de 2,678 habitantes.

## Geografía
Bonny Doon se encuentra ubicado en las coordenadas 37°3′3″N 122°8′18″O / 37.05083, -122.13833.